# Planchón-Peteroa
Planchón-Peteroa je stratovulkanický komplex. Nachází se na hranicích Chile a Argentiny, v chilském regionu Maule. Stavba sopky je tvořena několika překrývajícími se kalderami a stratovulkány. Aktivita v oblasti začala v pleistocénu vybudováním andezito-dacitového stratovulkánu Azufre, po této fázi se vytvořil čedičově-andezitový stratovulkán Planchón. Přibližně před 11 500 lety Azufre a částečně i Planchón zkolaboval a vytvořil masivní 95 km dlouhou kamennou lavinu. V pozdějších fázích byl stratovulkán Planchón obnoven a jako poslední se vytvořil stratovulkán Peteroa, ležící mezi Azufre a Planchón. Peteroa je také jediný aktivní stratovulkán komplexu s převážně explozivními sopečnými erupcemi.